# Northumberland House

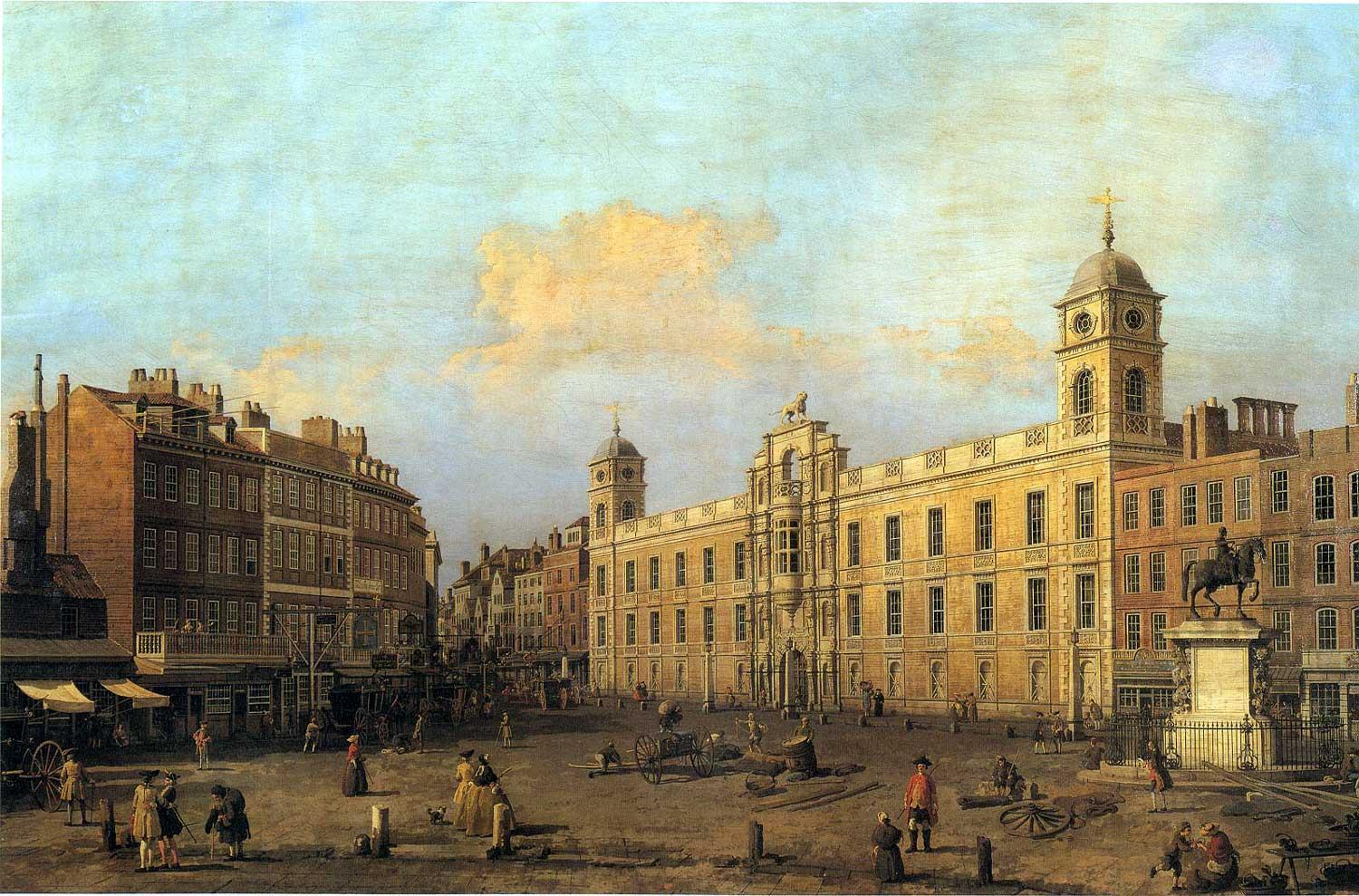
Cuadro de Northumberland House hecho por Canaletto.

La Northumberland House fue una enorme mansión, ahora desaparecida, de estilo jacobino situada en el extremo occidental del Strand en  Londres y su construcción data de 1605. Fue demolida en 1874. Fue nombrada así debido a que durante la mayor parte de su historia fue la residencia londinense de la familia Percy, cuyos miembros fueron condes y, posteriormente, duques de Northumberland, una de las más ricas y prominentes dinastías aristocráticas inglesas durante muchos siglos. En sus últimos años tuvo vistas a la Plaza de Trafalgar.

## Historia
En el siglo XVI el Strand, que conectaba la City de Londres con el centro real de Westminster, estaba edificado con las mansiones de los nobles y prelados más ricos de Inglaterra. La mayoría de las casas grandiosas se encontraban en la parte sur de la calle y tenían jardines que llegaban al río Támesis. Alrededor de 1605 Henry Howard, primer conde de Northampton, despejó un sitio en Charing Cross y se construyó una mansión, que fue conocida inicialmente como Northampton House. La fachada que daba al Strand tenía una anchura de 49 metros. Tenía un único patio central y torretas en cada esquina.
La organización de la casa era reflejo de las tradiciones medievales, con un gran salón como habitación principal, y apartamentos separados para los distintos miembros de la familia, que en aquel entonces incluían a los asistentes de los señores. A muchos de esos apartamentos se podía acceder por el patio, siguiendo la moda de los colegios mayores de Oxbridge. El exterior fue decorado con elementos clásicos que reflejaban el ambicioso estilo jacobino. La característica externa más llamativa fue la construcción en piedra tallada de una puerta de cuatro pisos de altura que daba al Strand. Los jardines tenían 18,7 metros de ancho y unos 91 metros de largo, pero al contrario que los de las mansiones vecinas no llegaba completamente al río. 
La casa pasó de lord Northampton a los condes de Suffolk, una rama de la poderaso familia Howard, encabezada por los duques de Norfolk; y en la década de 1640 fue vendida al conde de Northumberland con un precio rebajado de 15 000 libras como parte del lote de bodas cuando se casó con un Howard.

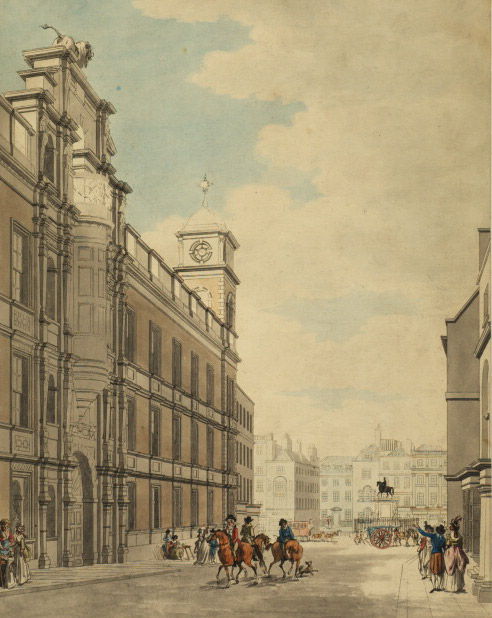
Dibujo de Northumberland House.

Se produjeron cambios regulares durante los dos siglos siguientes que resposdieron al cambio de los gustos y para hacer que la organización de la casa fuera acorde con la época. Se usó a John Webb desde 1657 hasta 1660 para redecorar las habitaciones habitadas por la familia. En las décadas de 1740 y 1750, la parte que daba al Strand fue reconstruida y se añadieron dos alas, que fueron añadidas en ángulo recto desde la fachada de los jardines. Estas alas tenían unos 30,5 m de largo y albergaban un salón de baile y una galería de pintura. El estilo de los nuevos interiores era paladiano y los arquitectos fueron Daniel Garret, hasta su muerte en 1753, y posteriormente el más conocido James Paine. A mediados de 1760 se contrató a Robert Myine para rehacer la fachada del patio en piedra, y puede que también fuera el responsable de la ampliación de las dos alas de los jardines que fue realizada por aquella época.
En la década de 1770 Robert Adam fue contratado para redecorar las habitaciones principales de la fachada de los jardines. El Salón de Cristal fue una de las estancias más aplaudidas. Parte de la fachada que daba al Strand tuvo que ser reconstruida debido a un incendio que se produjo en 1780. En 1819 Thomas Cundy reconstruyó la fachada de los jardines debido a que le muro era inestable, y en 1824 añadió una nueva escalera principal.
Para mediados del siglo XIX casi todas las mansiones del Strand habían sido ya demolidas. La zona se había convertido en comercial y ya no estaba de moda vivir allí. Sin embargo el duque de Northumberland quería vivir en la casa de sus antepasados, a pesar de las presiones del Departamneto Metropolitano de Obras Públicas, que deseaba construir una carretera por el lugar para enlazar las nuevas vías a lo largo del Embankment. Tras un incendio que causó bastantes daños, el duque aceptó una oferta de 500 000 libras en 1866. Northumberland House fue demolida y se construyó la actual Northumberland Avenue.